# 妙祝寺
妙祝寺（みょうしゅうじ）は、東京都杉並区梅里にある日蓮宗の寺院。山号は日栄山。旧本山は小湊誕生寺、脱師法縁。

## 歴史
寛永5年（1628年）常法院殿妙祝日栄大姉（一柳直盛の室）が江戸麻布桜田町（現在の港区六本木）の邸内に不動明王を祀る持仏堂として興善院日為（後の小湊山誕生寺20世）を勧請開山に創建。大正3年（1914年）現在地へ移転。大正12年（1923年）関東大震災で諸堂が倒壊。現在の伽藍は大正14年（1924年）から昭和11年（1936年）に再興されたもの。

## 交通アクセス
- 地下鉄丸ノ内線東高円寺駅より徒歩10分。
- 宿91系統(新宿駅西口～新代田駅)(都営バス))渋66系統(渋谷駅～阿佐ケ谷駅)(都営パス・京王バス)高46系統(杏林大学杉並病院～高円寺駅南口)(京王バス)「堀ノ内」バス停下車

## 参考資料
- 日蓮宗寺院大鑑編集委員会『宗祖第七百遠忌記念出版 日蓮宗寺院大鑑』大本山池上本門寺 (1981年)
- 杉並区教育委員会『新修 杉並の寺院』杉並区教育委員会（2009年）